# Espinchal

Espinchal este o comună în departamentul Puy-de-Dôme, Franța. În 1 ianuarie 2022 avea o populație de 73 de locuitori.